# Olympische Winterspiele 2018/Teilnehmer (Australien)
| Gelbes Symbol für Goldmedaillen mit stilisierten Olympischen Ringen | Graues Symbol für Silbermedaillen mit stilisierten Olympischen Ringen | Braundes Symbol für Bronzemedaillen mit stilisierten Olympischen Ringen |
| ------------------------------------------------------------------- | --------------------------------------------------------------------- | ----------------------------------------------------------------------- |
| —                                                                   | 2                                                                     | 1                                                                       |

Australien nahm an den Olympischen Winterspielen 2018 in Pyeongchang mit 50 Athleten in zehn Disziplinen teil, davon 28 Männer und 22 Frauen. Es war die 19. Teilnahme Australiens bei Olympischen Winterspielen. Fahnenträger bei der Eröffnungsfeier war Scott James.

## Teilnehmer nach Sportart

### Bob
| Athleten                                         | Wettbewerb | Lauf 1  | Lauf 1 | Lauf 2  | Lauf 2 | Lauf 3  | Lauf 3 | Lauf 4        | Lauf 4        | Gesamt      | Gesamt |
| Athleten                                         | Wettbewerb | Zeit    | Rang   | Zeit    | Rang   | Zeit    | Rang   | Zeit          | Rang          | Zeit        | Rang   |
| ------------------------------------------------ | ---------- | ------- | ------ | ------- | ------ | ------- | ------ | ------------- | ------------- | ----------- | ------ |
| Männer                                           |            |         |        |         |        |         |        |               |               |             |        |
| Lucas Mata David Mari                            | Zweierbob  | 49,88 s | 22     | 50,04 s | 21     | 49,87 s | 22     | ausgeschieden | ausgeschieden | 2:29,79 min | 22     |
| Lucas Mata David Mari Lachlan Reidy Hayden Smith | Viererbob  | 49,72 s | 22     | 49,91 s | 23     | 50,07 s | 27     | ausgeschieden | ausgeschieden | 2:29,70 min | 25     |

### Eiskunstlauf
| Athleten                                 | Wettbewerbe | Kurzprogramm/-tanz | Kurzprogramm/-tanz | Kür/Kürtanz        | Kür/Kürtanz        | Gesamt | Gesamt |
| Athleten                                 | Wettbewerbe | Punkte             | Rang               | Punkte             | Rang               | Punkte | Rang   |
| ---------------------------------------- | ----------- | ------------------ | ------------------ | ------------------ | ------------------ | ------ | ------ |
| Frauen                                   |             |                    |                    |                    |                    |        |        |
| Kailani Craine                           | Einzel      | 56,77              | 16                 | 111,84             | 16                 | 168,61 | 17     |
| Männer                                   |             |                    |                    |                    |                    |        |        |
| Brendan Kerry                            | Einzel      | 83,06              | 16                 | 150,75             | 21                 | 233,81 | 20     |
| Mixed                                    |             |                    |                    |                    |                    |        |        |
| Harley Windsor Ekaterina Alexandrovskaya | Paarlauf    | 61,55              | 18                 | Kür nicht erreicht | Kür nicht erreicht | 61,55  | 18     |

### Eisschnelllauf
| Athleten     | Wettbewerbe | Zeit        | Rang |
| ------------ | ----------- | ----------- | ---- |
| Männer       |             |             |      |
| Daniel Greig | 500 m       | 35,22 s     | 21   |
| Daniel Greig | 1000 m      | 1:09,99 min | 22   |

### Freestyle-Skiing
| Athleten             | Wettbewerbe | Qualifikation | Qualifikation | Finale        | Finale        | Rang   |
| Athleten             | Wettbewerbe | Punkte        | Rang          | Punkte        | Rang          | Rang   |
| -------------------- | ----------- | ------------- | ------------- | ------------- | ------------- | ------ |
| Frauen               |             |               |               |               |               |        |
| Lydia Lassila        | Aerials     | 66,27         | 14            | ausgeschieden | ausgeschieden | 20     |
| Laura Peel           | Aerials     | 89,46         | 3             | 55,34         | 5             | 5      |
| Danielle Scott       | Aerials     | 93,76         | 5             | 57,01         | 12            | 12     |
| Samantha Wells       | Aerials     | 58,27         | 17            | ausgeschieden | ausgeschieden | 23     |
| Jakara Anthony       | Buckelpiste | 73,35         | 3             | 75,35         | 4             | 4      |
| Britteny Cox         | Buckelpiste | 76,78         | 6             | 75,08         | 5             | 5      |
| Claudia Gueli        | Buckelpiste | 68,68         | 13            | ausgeschieden | ausgeschieden | 23     |
| Madii Himbury        | Buckelpiste | 69,36         | 10            | 68,19         | 20            | 20     |
| Männer               |             |               |               |               |               |        |
| David Morris         | Aerials     | 124,89        | 2             | 111,95        | 10            | 10     |
| Rohan Chapman-Davies | Buckelpiste | 73,96         | 12            | ausgeschieden | ausgeschieden | 22     |
| Matt Graham          | Buckelpiste | 77,28         | 9             | 82,27         | 2             | Silber |
| James Matheson       | Buckelpiste | 74,61         | 10            | 75,98         | 14            | 14     |
| Brodie Summers       | Buckelpiste | DNS           | DNS           | DNS           | DNS           | DNS    |
| Russell Henshaw      | Slopestyle  | 72,60         | 19            | ausgeschieden | ausgeschieden | 19     |

| Athleten         | Wettbewerbe | Achtelfinale | Viertelfinale | Halbfinale    | Finale        | Rang |
| Athleten         | Wettbewerbe | Rang         | Rang          | Rang          | Rang          | Rang |
| ---------------- | ----------- | ------------ | ------------- | ------------- | ------------- | ---- |
| Frauen           |             |              |               |               |               |      |
| Sami Kennedy-Sim | Skicross    | 2            | 1             | 3             | 4             | 8    |
| Männer           |             |              |               |               |               |      |
| Anton Grimus     | Skicross    | 4            | ausgeschieden | ausgeschieden | ausgeschieden | 30   |

### Rennrodeln
| Athlet             | Wettbewerb | Lauf 1   | Lauf 1 | Lauf 2   | Lauf 2 | Lauf 3   | Lauf 3 | Lauf 4        | Lauf 4        | Gesamt       | Gesamt |
| Athlet             | Wettbewerb | Zeit     | Rang   | Zeit     | Rang   | Zeit     | Rang   | Zeit          | Rang          | Zeit         | Rang   |
| ------------------ | ---------- | -------- | ------ | -------- | ------ | -------- | ------ | ------------- | ------------- | ------------ | ------ |
| Männer             |            |          |        |          |        |          |        |               |               |              |        |
| Alexander Ferlazzo | Einsitzer  | 48,073 s | 16     | 48,587 s | 27     | 49,351 s | 36     | ausgeschieden | ausgeschieden | 2:26,011 min | 28     |

### Shorttrack
| Athlet         | Wettbewerb | Vorlauf      | Vorlauf | Viertelfinale | Viertelfinale | Halbfinale    | Halbfinale    | Finale A/B    | Finale A/B    | Rang          |
| Athlet         | Wettbewerb | Zeit         | Rang    | Zeit          | Rang          | Zeit          | Rang          | Zeit          | Rang          | Rang          |
| -------------- | ---------- | ------------ | ------- | ------------- | ------------- | ------------- | ------------- | ------------- | ------------- | ------------- |
| Frauen         |            |              |         |               |               |               |               |               |               |               |
| Deanna Lockett | 1000 m     | DSQ          | DSQ     | ausgeschieden | ausgeschieden | ausgeschieden | ausgeschieden | ausgeschieden | ausgeschieden | ausgeschieden |
| Deanna Lockett | 1500 m     | 2:28,996 min | 2       | −             | −             | 3:01,928 min  | 6             | ausgeschieden | ausgeschieden | 15            |
| Männer         |            |              |         |               |               |               |               |               |               |               |
| Andy Jung      | 500 m      | 1:03,137 min | 3       | ausgeschieden | ausgeschieden | ausgeschieden | ausgeschieden | ausgeschieden | ausgeschieden | 24            |
| Andy Jung      | 1500 m     | 2:16,995 min | 4       | −             | −             | 2:11,183 min  | 5             | ausgeschieden | ausgeschieden | 16            |

### Skeleton
| Athlet           | Lauf 1  | Lauf 1 | Lauf 2  | Lauf 2 | Lauf 3  | Lauf 3 | Lauf 4  | Lauf 4 | Gesamt      | Gesamt |
| Athlet           | Zeit    | Rang   | Zeit    | Rang   | Zeit    | Rang   | Zeit    | Rang   | Zeit        | Rang   |
| ---------------- | ------- | ------ | ------- | ------ | ------- | ------ | ------- | ------ | ----------- | ------ |
| Frauen           |         |        |         |        |         |        |         |        |             |        |
| Jackie Narracott | 52,53 s | 15     | 52,76 s | 16     | 52,62 s | 17     | 52,82 s | 17     | 3:30,73 min | 16     |
| Männer           |         |        |         |        |         |        |         |        |             |        |
| John Farrow      | 51,64 s | 21     | 51,31 s | 18     | 51,40 s | 20     | 51,53 s | 16     | 3:25,88 min | 19     |

### Ski Alpin
| Athleten         | Wettbewerbe        | 1. Lauf     | 2. Lauf       | Gesamt        | Gesamt        |
| Athleten         | Wettbewerbe        | Zeit        | Zeit          | Zeit          | Rang          |
| ---------------- | ------------------ | ----------- | ------------- | ------------- | ------------- |
| Frauen           |                    |             |               |               |               |
| Greta Small      | Abfahrt            | −           | −             | 1:42,07 min   | 20            |
| Greta Small      | Alpine Kombination | DNF         | ausgeschieden | ausgeschieden | ausgeschieden |
| Greta Small      | Super-G            | −           | −             | 1:24,09 min   | 31            |
| Männer           |                    |             |               |               |               |
| Dominic Demschar | Riesenslalom       | 1:13,21 min | 1:13,54 min   | 2:26,75 min   | 33            |
| Dominic Demschar | Slalom             | DNF         | ausgeschieden | ausgeschieden | ausgeschieden |
| Harry Laidlaw    | Riesenslalom       | DSQ         | DSQ           | DSQ           | DSQ           |

### Skilanglauf
| Athleten                         | Wettbewerbe     | Qualifikation | Qualifikation | Viertelfinale | Viertelfinale | Halbfinale    | Halbfinale    | Finale        | Finale        | Rang |
| Athleten                         | Wettbewerbe     | Zeit          | Rang          | Zeit          | Rang          | Zeit          | Rang          | Zeit          | Rang          | Rang |
| -------------------------------- | --------------- | ------------- | ------------- | ------------- | ------------- | ------------- | ------------- | ------------- | ------------- | ---- |
| Frauen                           |                 |               |               |               |               |               |               |               |               |      |
| Aimee Watson                     | 10 km Freistil  | −             | −             | −             | −             | −             | −             | 29:41,4 min   | 68            | 68   |
| Aimee Watson                     | Sprint          | 3:44,87 min   | 58            | ausgeschieden | ausgeschieden | ausgeschieden | ausgeschieden | ausgeschieden | ausgeschieden | 58   |
| Barbara Jezeršek                 | 10 km Freistil  | −             | −             | −             | −             | −             | −             | 27:42,5 min   | 33            | 33   |
| Barbara Jezeršek                 | 15 km Skiathlon | −             | −             | −             | −             | −             | −             | 44:39,3 min   | 39            | 39   |
| Casey Wright                     | 10 km Freistil  | −             | −             | −             | −             | −             | −             | 31:56,3 min   | 81            | 81   |
| Casey Wright                     | Sprint          | 3:49,80 min   | 63            | ausgeschieden | ausgeschieden | ausgeschieden | ausgeschieden | ausgeschieden | ausgeschieden | 63   |
| Jessica Yeaton                   | 10 km Freistil  | −             | −             | −             | −             | −             | −             | 28:09,6 min   | 41            | 41   |
| Jessica Yeaton                   | 15 km Skiathlon | −             | −             | −             | −             | −             | −             | 45:44,8 min   | 50            | 50   |
| Jessica Yeaton                   | 30 km klassisch | −             | −             | −             | −             | −             | −             | 1:40:54,8 h   | 42            | 42   |
| Jessica Yeaton                   | Sprint          | 3:33,01 min   | 48            | ausgeschieden | ausgeschieden | ausgeschieden | ausgeschieden | ausgeschieden | ausgeschieden | 48   |
| Barbara Jezeršek Jessica Yeaton  | Teamsprint      | −             | −             | −             | −             | 17:20,38 min  | 6             | ausgeschieden | ausgeschieden | 14   |
| Männer                           |                 |               |               |               |               |               |               |               |               |      |
| Callum Watson                    | 15 km Freistil  | −             | −             | −             | −             | −             | −             | 37:53,9 min   | 70            | 70   |
| Callum Watson                    | 30 km Skiathlon | −             | −             | −             | −             | −             | −             | 1:25:15,4 h   | 58            | 58   |
| Callum Watson                    | 50 km klassisch | −             | −             | −             | −             | −             | −             | 2:33:28,6 h   | 58            | 58   |
| Phillip Bellingham               | 15 km Freistil  | −             | −             | −             | −             | −             | −             | 38:36,2 min   | 77            | 77   |
| Phillip Bellingham               | 50 km klassisch | −             | −             | −             | −             | −             | −             | 2:30:39,7 h   | 56            | 56   |
| Phillip Bellingham               | Sprint          | 3:31,54 min   | 66            | ausgeschieden | ausgeschieden | ausgeschieden | ausgeschieden | ausgeschieden | ausgeschieden | 65   |
| Callum Watson Phillip Bellingham | Teamsprint      | −             | −             | −             | −             | 17:38,36 min  | 13            | ausgeschieden | ausgeschieden | 24   |

### Snowboard
| Athleten         | Wettbewerbe | Qualifikation | Qualifikation | Finale        | Finale        | Rang   |
| Athleten         | Wettbewerbe | Punkte        | Rang          | Punkte        | Rang          | Rang   |
| ---------------- | ----------- | ------------- | ------------- | ------------- | ------------- | ------ |
| Frauen           |             |               |               |               |               |        |
| Jessica Rich     | Big Air     | 74,25         | 13            | ausgeschieden | ausgeschieden | 13     |
| Emily Arthur     | Halfpipe    | 66,50         | 8             | 48,25         | 11            | 11     |
| Holly Crawford   | Halfpipe    | 57,50         | 13            | ausgeschieden | ausgeschieden | 13     |
| Männer           |             |               |               |               |               |        |
| Kent Callister   | Halfpipe    | 77,00         | 12            | 62,00         | 10            | 10     |
| Scott James      | Halfpipe    | 96,75         | 2             | 92,00         | 3             | Bronze |
| Nathan Johnstone | Halfpipe    | 62,25         | 22            | ausgeschieden | ausgeschieden | 22     |

| Athleten        | Wettbewerbe    | Qualifikation | Qualifikation | Achtelfinale | Viertelfinale | Halbfinale    | Finale A-B    | Rang   |
| Athleten        | Wettbewerbe    | Zeit          | Rang          | Rang         | Rang          | Rang          | Rang          | Rang   |
| --------------- | -------------- | ------------- | ------------- | ------------ | ------------- | ------------- | ------------- | ------ |
| Frauen          |                |               |               |              |               |               |               |        |
| Belle Brockhoff | Snowboardcross | 1:20,34 min   | 10            | −            | 3             | DNF           | 5             | 11     |
| Männer          |                |               |               |              |               |               |               |        |
| Cameron Bolton  | Snowboardcross | 1:14,35 min   | 11            | 2            | 3             | 4             | 4             | 10     |
| Jarryd Hughes   | Snowboardcross | 1:13,73 min   | 25            | 1            | 2             | 2             | 2             | Silber |
| Adam Lambert    | Snowboardcross | 1:14,94 min   | 22            | 4            | ausgeschieden | ausgeschieden | ausgeschieden |        |
| Alex Pullin     | Snowboardcross | 1:14,76 min   | 20            | 2            | 2             | 1             | 6             | 6      |